# Фрейзер, Алли
А́лли Фре́йзер (англ. Ally Fraser; род. 30 июня 1990) — шотландский кёрлингист.

## Достижения
- Чемпионат мира по кёрлингу среди юниоров: серебро (2010).
- Чемпионат Шотландии по кёрлингу среди юниоров: золото (2009, 2010).

## Команды
| Сезон   | Четвёртый       | Третий          | Второй          | Первый          | Запасной                                   | Турниры                       |
| ------- | --------------- | --------------- | --------------- | --------------- | ------------------------------------------ | ----------------------------- |
| 2008—09 | Грэм Блэк       | Алли Фрейзер    | Стивен Митчелл  | Thomas Sloan    | Глен Мёрхэд (ЧМЮ) тренер: Алан Ханна       | ЧШЮ 2009 · ЧМЮ 2009 (9 место) |
| 2009—10 | Алли Фрейзер    | Стивен Митчелл  | Скотт Эндрюс    | Kerr Drummond   | Blair Fraser (ЧМЮ) тренер: Thomas Brewster | ЧШЮ 2010 · ЧМЮ 2010           |
| 2010—11 | Алли Фрейзер    | Blair Fraser    | Thomas Sloan    | Kerr Drummond   |                                            |                               |
| 2011—12 | Алли Фрейзер    | Дэвид Рид       | Руэйрид Гринвуд | Том Пендрей     |                                            |                               |
| 2012—13 | Эван Макдональд | Дункан Ферни    | Алли Фрейзер    | Юан Байерс      |                                            |                               |
| 2013—14 | Алли Фрейзер    | Blair Fraser    | Neil MacArthur  | Руэйрид Гринвуд |                                            | ЧШМ 2014 (10 место)           |
| 2014—15 | Ross McCleary   | Алли Фрейзер    | James Stark     | Gavin Baird     |                                            | ЧШМ 2015 (8 место)            |
| 2016—17 | Алли Фрейзер    | Руэйрид Гринвуд | Calum Greenwood | Angus Dowell    |                                            | ЧШМ 2017 (8 место)            |

(скипы выделены полужирным шрифтом)